# Dypsis eriostachys
Dypsis eriostachys – gatunek palmy z rzędu arekowców (Arecales). Występuje endemicznie na Madagaskarze, w prowincji Fianarantsoa. Można go spotkać między innymi w Parku Narodowym Midongy du Sud. Znane są tylko 2-5 jego naturalne stanowiska.
Rośnie w bioklimacie wilgotnym. Występuje na wysokości do 500 m n.p.m.